# Station Białowieża Towarowa
Station Białowieża Towarowa was een spoorwegstation in de Poolse plaats Białowieża.